# 분녀 (영화)
《분녀》는 한국에서 제작된 김수용 감독의 1968년 영화이다. 남정임 등이 주연으로 출연하였고 신태일 등이 제작에 참여하였다.

## 출연

### 주연
- 남정임
- 오영일

## 수상
- 홍동혁 - 청룡영화상 촬영상(흑백)

## 기타
- 원작자: 이효석
- 조명: 손영철
- 미술: 송백규